# 고라

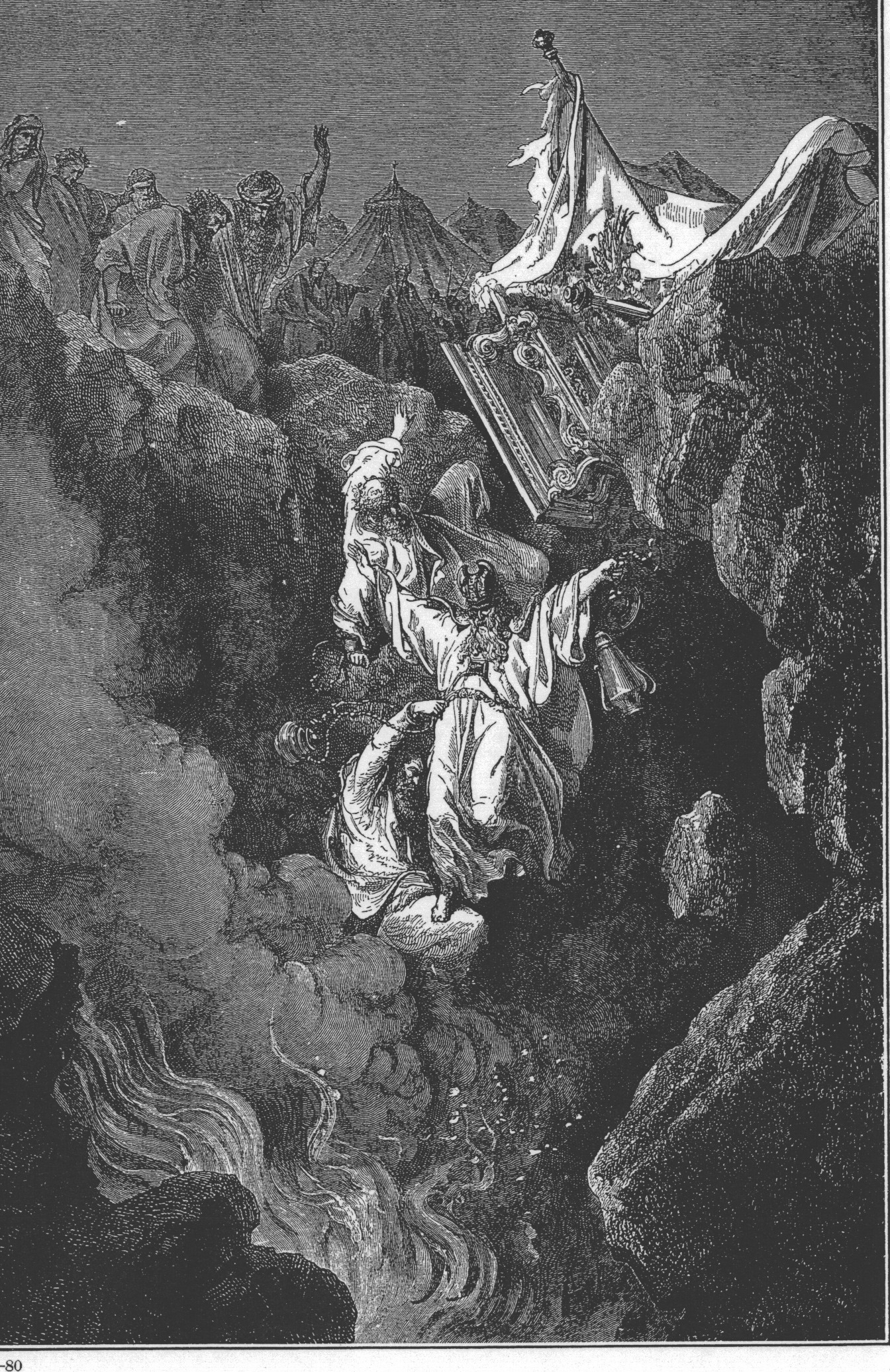
고라, 다단, 아비람의 죽음. 귀스타브 도레. 1865년.

고라(히브리어: קֹרַח, 표준 Qóraḥ 베리안 Qōraḥ; 대머리, 얼음, 우박; 아랍어: قارون)는 구약성경에 나타나는 인물이다. 성경에 등장하는 고라는 ① 에서가 첩 오홀리바마에게서 낳은 셋째 아들, ② 에서의 장자 엘리바스의 아들, ③ 갈렙 자손 헤브론의 아들, ④ 레위의 증손이며, 고핫의 손자요, 이스할의 아들이자 모세의 사촌으로 총 네 명이 등장한다. 여기서는 네 번째 인물, 하나님의 종 모세와 아론에게 반란을 일으켜서 처벌을 받은 인물에 대해 소개한다.

## 각주

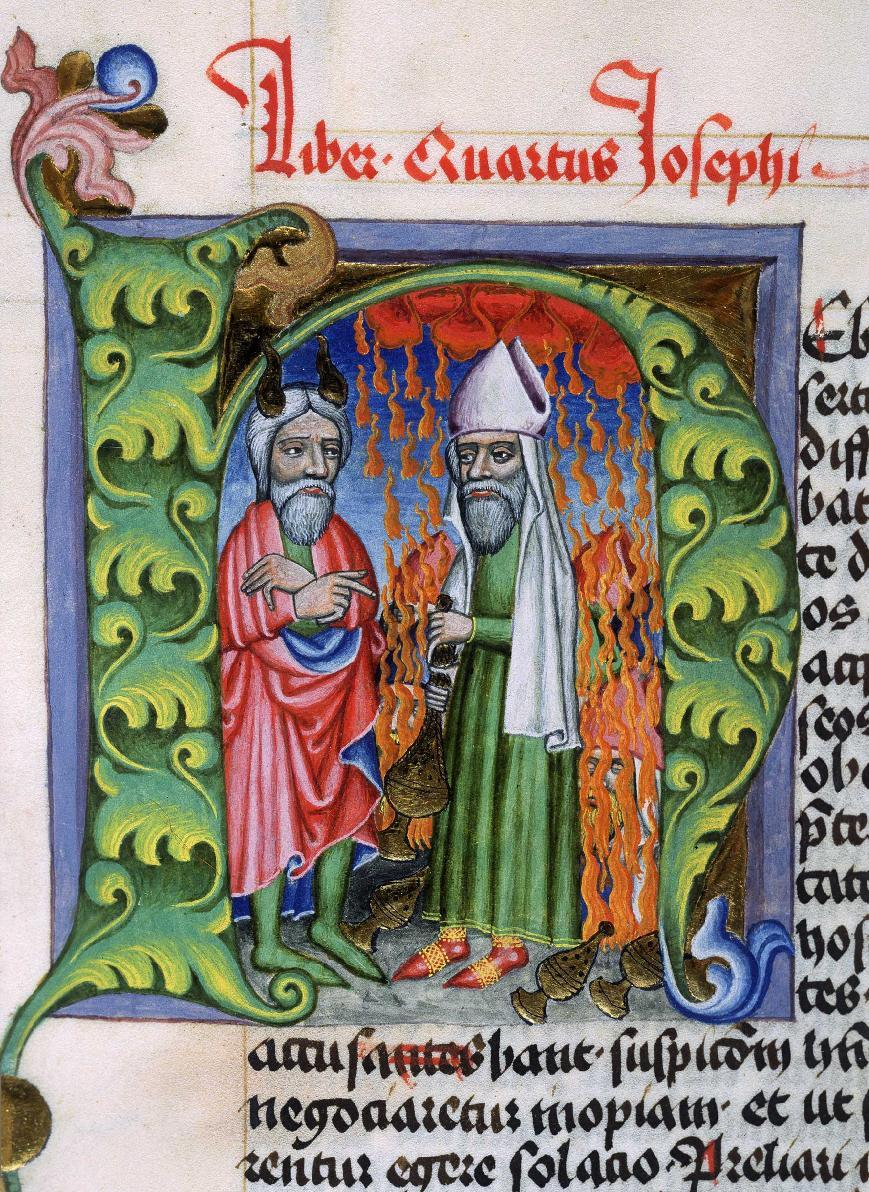
모세와 고라. 1466년 사본, 폴란드 국립 도서관 소장.

## 본문

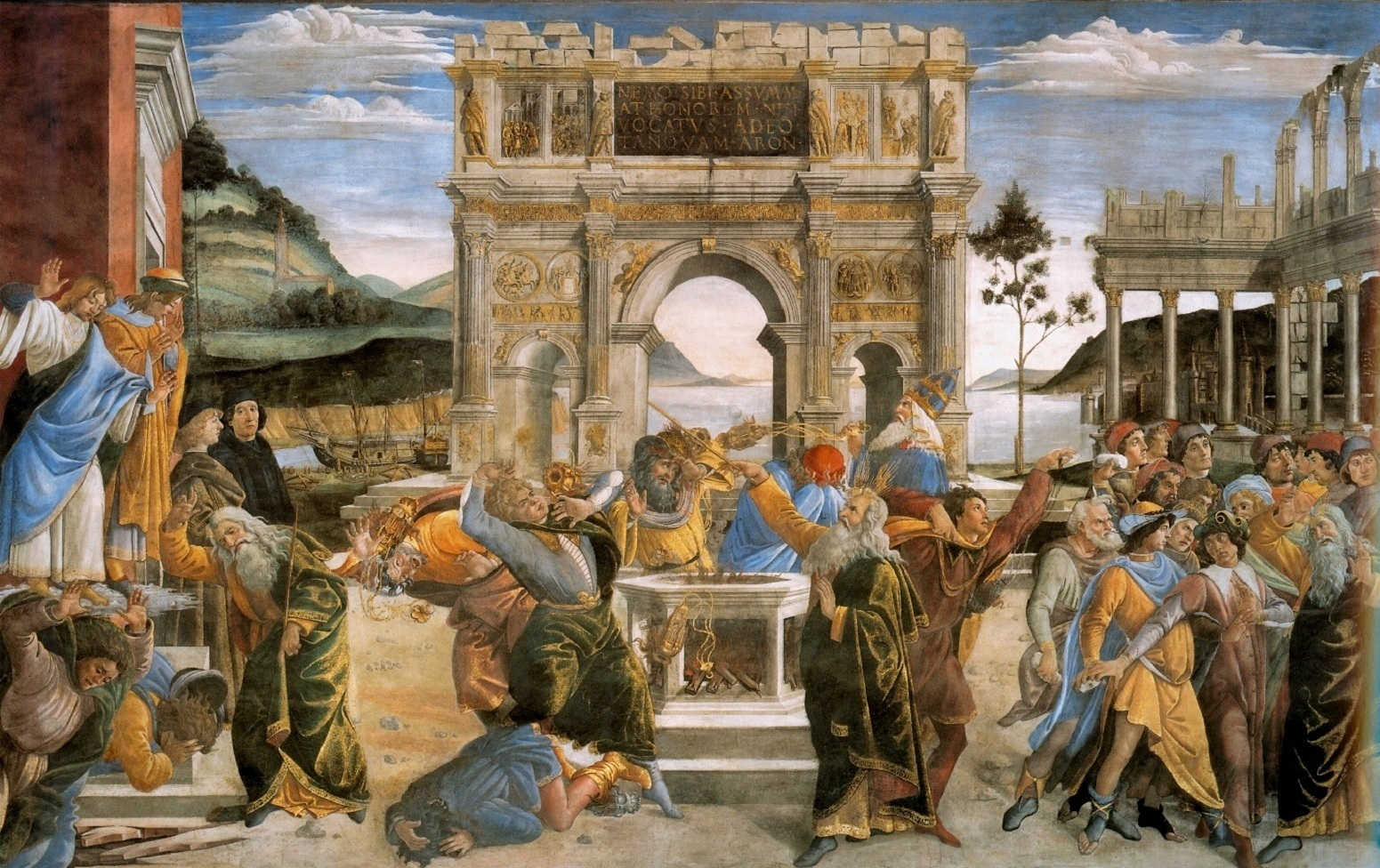
고라 자식들의 처형. 산드로 보티첼리의 작품. 시스티나 예배당 소장. 1480-82년경

1레위의 증손 고핫의 손자 이스할의 아들 고라와 르우벤 자손 엘리압의 아들 다단과 아비람과 벨렛의 아들 온이 당을 짓고
2이스라엘 자손 총회에서 택함을 받은 자 곧 회중 가운데에서 이름 있는 지휘관 이백오십 명과 함께 일어나서 모세를 거스르니라
3그들이 모여서 모세와 아론을 거슬러 그들에게 이르되 너희가 분수에 지나도다 회중이 다 각각 거룩하고 여호와께서도 그들 중에 계시거늘 너희가 어찌하여 여호와의 총회 위에 스스로 높이느냐
(중략)
28모세가 이르되 여호와께서 나를 보내사 이 모든 일을 행하게 하신 것이요 나의 임의로 함이 아닌 줄을 이 일로 말미암아 알리라
29곧 이 사람들의 죽음이 모든 사람과 같고 그들이 당하는 벌이 모든 사람이 당하는 벌과 같으면 여호와께서 나를 보내심이 아니거니와
30만일 여호와께서 새 일을 행하사 땅이 입을 열어 이 사람들과 그들의 모든 소유물을 삼켜 산 채로 스올에 빠지게 하시면 이 사람들이 과연 여호와를 멸시한 것인 줄을 너희가 알리라(사28:21)
31 그가 이 모든 말을 마치자마자 그들이 섰던 땅바닥이 갈라지니라
32땅이 그 입을 열어 그들과 그들의 집과 고라에게 속한 모든 사람과 그들의 재물을 삼키매(민26:10)
33그들과 그의 모든 재물이 산 채로 스올에 빠지며 땅이 그 위에 덮이니 그들이 회중 가운데서 망하니라
34그 주위에 있는 온 이스라엘이 그들의 부르짖음을 듣고 도망하며 이르되 땅이 우리도 삼킬까 두렵다 하였고
35여호와께로부터 불이 나와서 분향하는 이백오십 명을 불살랐더라— 민수기 16장, 개역개정